# Ankasha Guagusa
Ankasha Guagusa, ou Ankesha, est l’un des 105 woredas de la région Amhara, en Éthiopie.